# Cloudesley Shovell

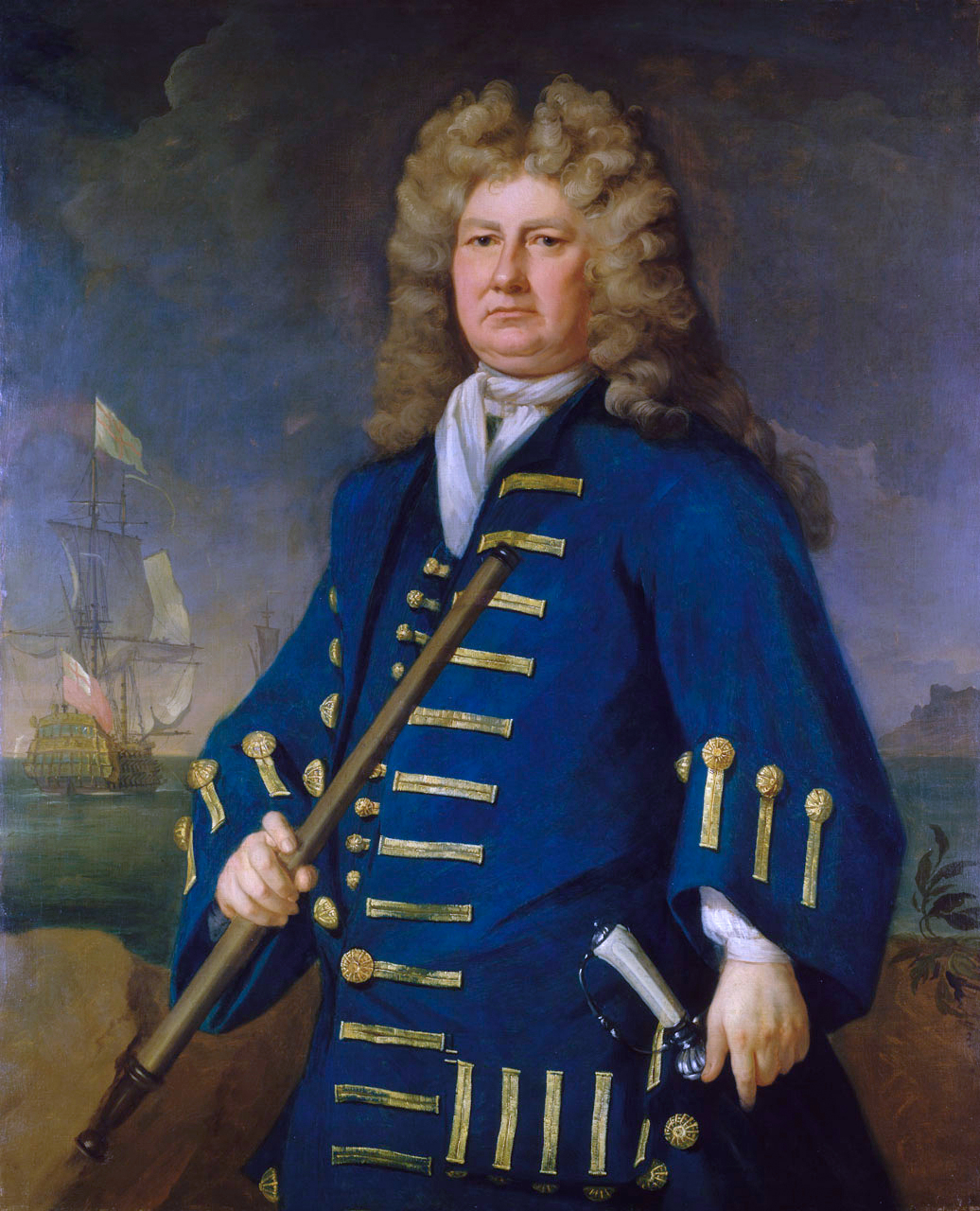
Sir Cloudesley Shovell, porträtiert von Michael Dahl

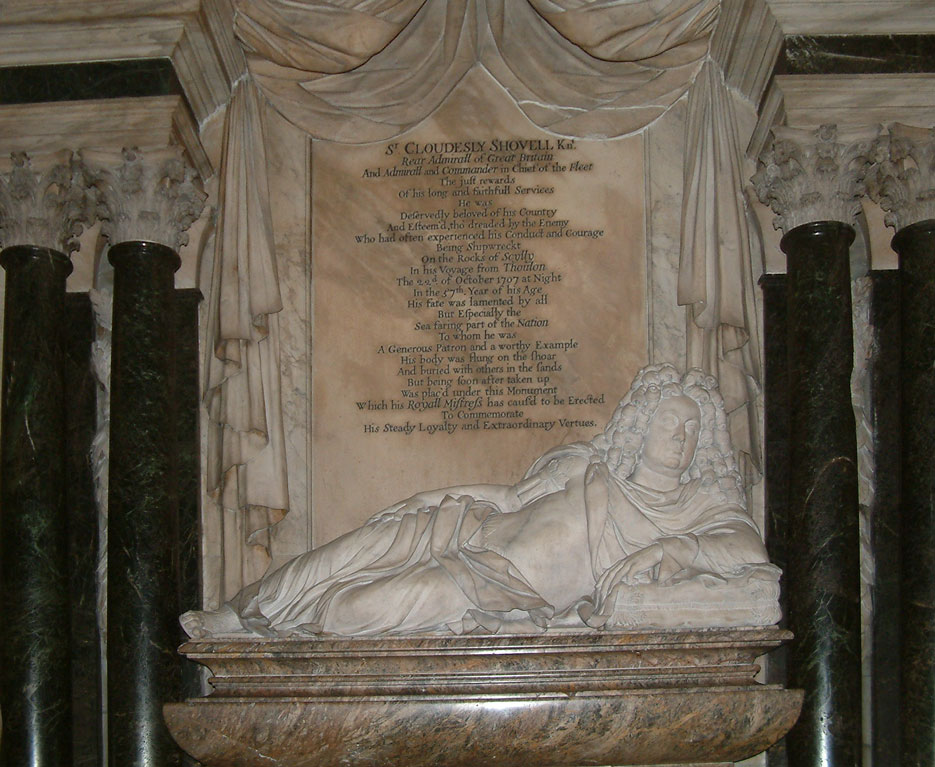
Das von Grinling Gibbons gestaltete Grabmal Shovells in Westminster Abbey stellt ihn in antiker liegender Pose, aber mit barocker Allongeperücke dar

Sir Cloudesley Shovell (* 1650; † 22. Oktober 1707) war ein englischer Admiral und Politiker.
Aus einer Seefahrerfamilie stammend, trat Shovell schon früh in die Royal Navy ein. Dort diente er in den Seekriegen mit Holland, Aktionen gegen den Dey von Tunis und im Neunjährigen Krieg gegen Frankreich, erhielt 1677 sein erstes Kommando und wurde 1690 Konteradmiral. Er wurde nach der Seeschlacht vor der Bantry Bay (1689) am 16. Mai 1689 in Portsmouth zum Knight Bachelor („Sir“) geschlagen und nahm an den Schlachten von Beachy Head (1690) und Barfleur/La Hogue (1692) teil. 1696 wurde er von Königin Anne zum Admiral of the Blue befördert, 1702 zum Admiral of the White. Im selben Jahr brachte er die spanische Schatzflotte nach England, die Admiral Sir George Rooke bei Vigo abgefangen hatte. Gemeinsam mit Rooke und Prinz Georg von Hessen-Darmstadt eroberte er 1704 die Festung Gibraltar. Ebenfalls 1704 wurde er Konteradmiral von England, 1705 schließlich Flottenadmiral der Royal Navy. Im selben Jahr nahm er an der Belagerung von Barcelona teil. Er heiratete die Witwe seines einstigen Vorgesetzten John Narborough.
Im Sommer 1707 führte er die britische Flotte bei der Belagerung von Toulon. Auf der Rückfahrt von Gibraltar nach Großbritannien liefen am 22. Oktober gegen halb acht abends vier von 21 Schiffen aus der Flotte Shovells vor den westlich von Cornwall gelegenen Scilly-Inseln auf Klippen auf. Alle vier schlugen leck und versanken innerhalb weniger Stunden mit der gesamten Besatzung. Es gab 1.450 Tote. Als Ursache gilt eine mangelhafte Positionsbestimmung und Unkenntnis des Längengrads, die Flotte wähnte sich weitab von den Klippen im Ärmelkanal, mittlerweile werden aber auch fehlerhafte Karten und Navigationstabellen angenommen. Shovell kam bei der Schiffskatastrophe ebenfalls ums Leben. Sein Leichnam wurde am 23. Oktober 1707 bei Porthellick Cove auf St Mary’s geborgen. Er wurde am 22. Dezember 1707 auf Betreiben von Königin Anne in der Westminster Abbey beigesetzt.
Parallel zu seiner Marinekarriere war Shovell von 1695 bis 1701 sowie von 1705 bis 1708 jeweils als Abgeordneter für das Borough Rochester in Kent Mitglied des House of Commons.
Die Grabinschrift lautet:
| Sr CLOUDESLY SHOVELL Knt Rear Admirall of Great Britain and Admirall and Commander in Chief of the Fleet The just rewards Of his long and faithfull Services He was Deservedly beloved of his Country And esteem'd, tho' dreaded by the Enemy Who had often experienced his Conduct and Courage Being shipwreckt On the rocks of Scylly In his voyage from Thoulon The 22nd of October 1707, at Night In the 57th year of his Age His fate was lamented by all But Especially the Sea faring part of the Nation To whom he was A generous Patron and a worthy Example His Body was flung on the shoar And buried with others in the sands But being soon after taken up Was plac’d under this Monument Which his Royall Mistress has caus’d to be Erected To Commemorate His Steady Loyalty and Extraordinary Vertues | Sr CLOUDESLY SHOVELL Knt Konteradmiral von Großbritannien und Admiral und Oberbefehlshaber der Flotte In gerechter Belohnung Für seine langen und treuen Dienste. Er war Verdientermaßen von seinem Land geliebt Und geachtet, wiewohl vom Feind gefürchtet, Der seine Führung und seine Tapferkeit oft erlebt hatte. Er erlitt Schiffbruch Auf den Felsen von Scilly Auf seiner Reise von Toulon Am 22. Oktober 1707, bei Nacht Im Alter von 57 Jahren. Sein Schicksal wurde von allen beklagt, Doch besonders vom Seefahrenden Teil der Nation Für den er Ein großzügiger Gönner und ein würdiges Beispiel war. Sein Leichnam wurde an den Strand gespült Und mit anderen im Sande begraben. Doch bald darauf wurde er exhumiert Und unter diesem Denkmal beigesetzt, Das seine königliche Herrin hat errichten lassen Zum Gedenken an Seine stetige Treue und außergewöhnlichen Tugenden. |